# 콘스키에군

시비엥토크시스키에주 지도에 표시된 콘스키에군의 위치

콘스키에군(폴란드어: powiat konecki)은 폴란드 시비엥토크시스키에주에 위치한 군으로 군청 소재지는 콘스키에이며 면적은 1,139.90km2, 인구는 77,019명(2019년 기준), 인구 밀도는 68명/km2이다.
북쪽으로는 우치주 오포치노군, 북동쪽으로는 마조프셰주 프시수하군, 동쪽으로는 스카르지스코군, 마조프셰주 시드워비에츠군, 남쪽으로는 키엘체군, 남서쪽으로는 브워슈초바군, 서쪽으로는 우치주 라돔스코군과 접한다. 8개 지방 자치체(2개 도시형 농촌, 6개 농촌)를 관할한다.

군기
군 문장